# Saint-Léger (Lot-et-Garonne)
Saint-Léger település Franciaországban, Lot-et-Garonne megyében. Lakosainak száma 157 fő (2022. január 1.). Saint-Léger Aiguillon, Buzet-sur-Baïse, Damazan, Monheurt és Puch-d’Agenais községekkel határos.

## Népesség
A település népessége az elmúlt években az alábbi módon változott:
| Lakosok száma | 227  | 184  | 159  | 168  | 158  | 149  | 133  | 123  | 118  | 157  |
|               | 1968 | 1982 | 1990 | 2006 | 2013 | 2015 | 2017 | 2019 | 2020 | 2022 |